# Vääna (rzeka)
Vääna (est. Vääna jõgi) – rzeka w północno-zachodniej Estonii, w prowincji Harju. Źródła rzeki znajdują się w okolicy wsi Nabala w gminie Kiili, przepływa przez miejscowości: Sausti, Saku, Vahi i uchodzi do Zatoki Fińskiej, niedaleko wsi Vääna-Jõesuu w gminie Harku. Ma długość 64 km, zaś powierzchnia jej dorzecza obejmuje 316 km². Głównym jej dopływem jest rzeka Pääsküla, która wpada do niej na terenie wsi Alliku. Inne funkcjonujące nazwy Vääna to: Tõdva, Hüüru, Topi i Saku jõgi.

## Walory przyrodnicze
W rzece można znaleźć łososia, pstrąga potokowego, certę i minoga rzecznego.

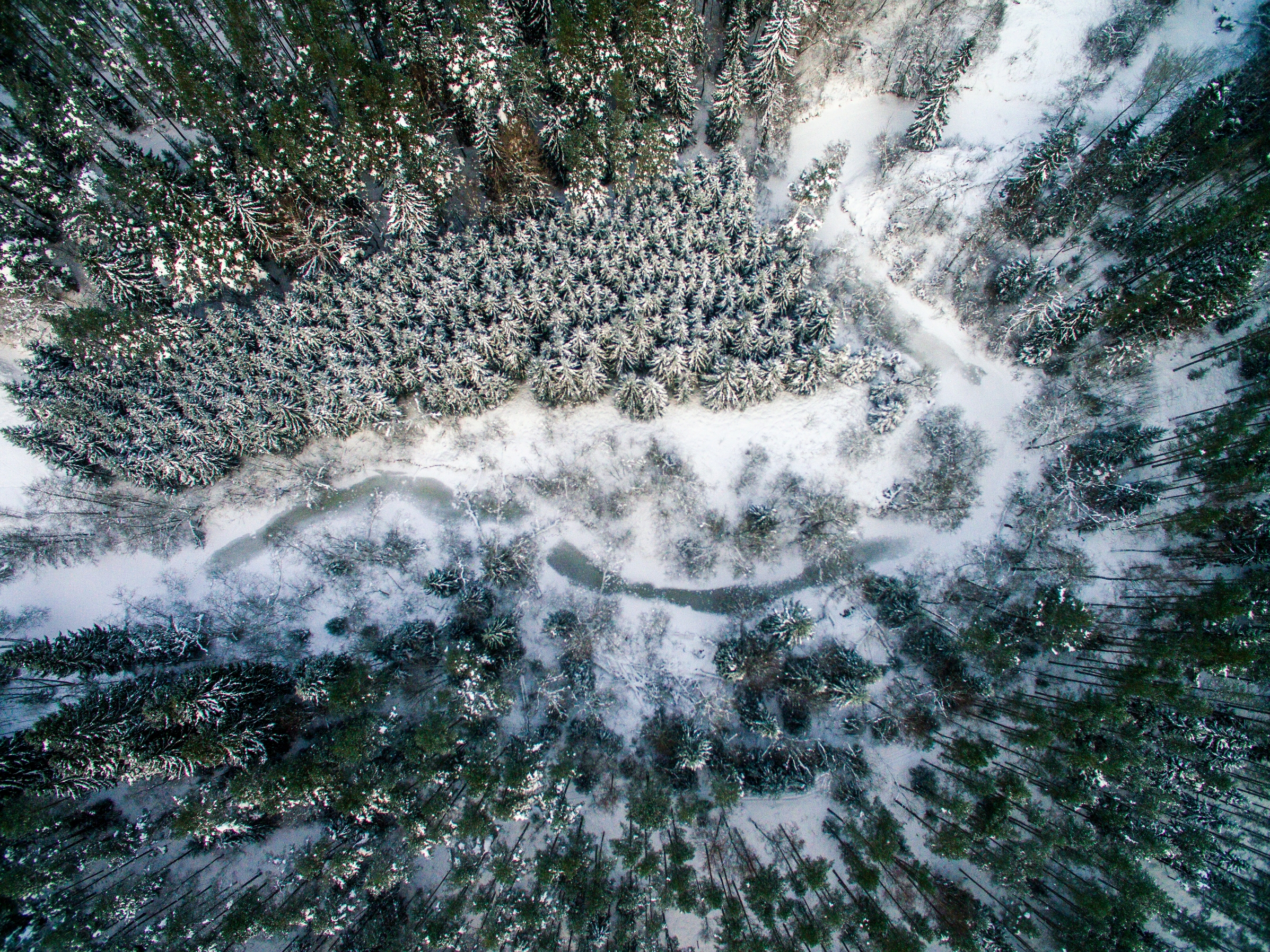
Vääna zimą
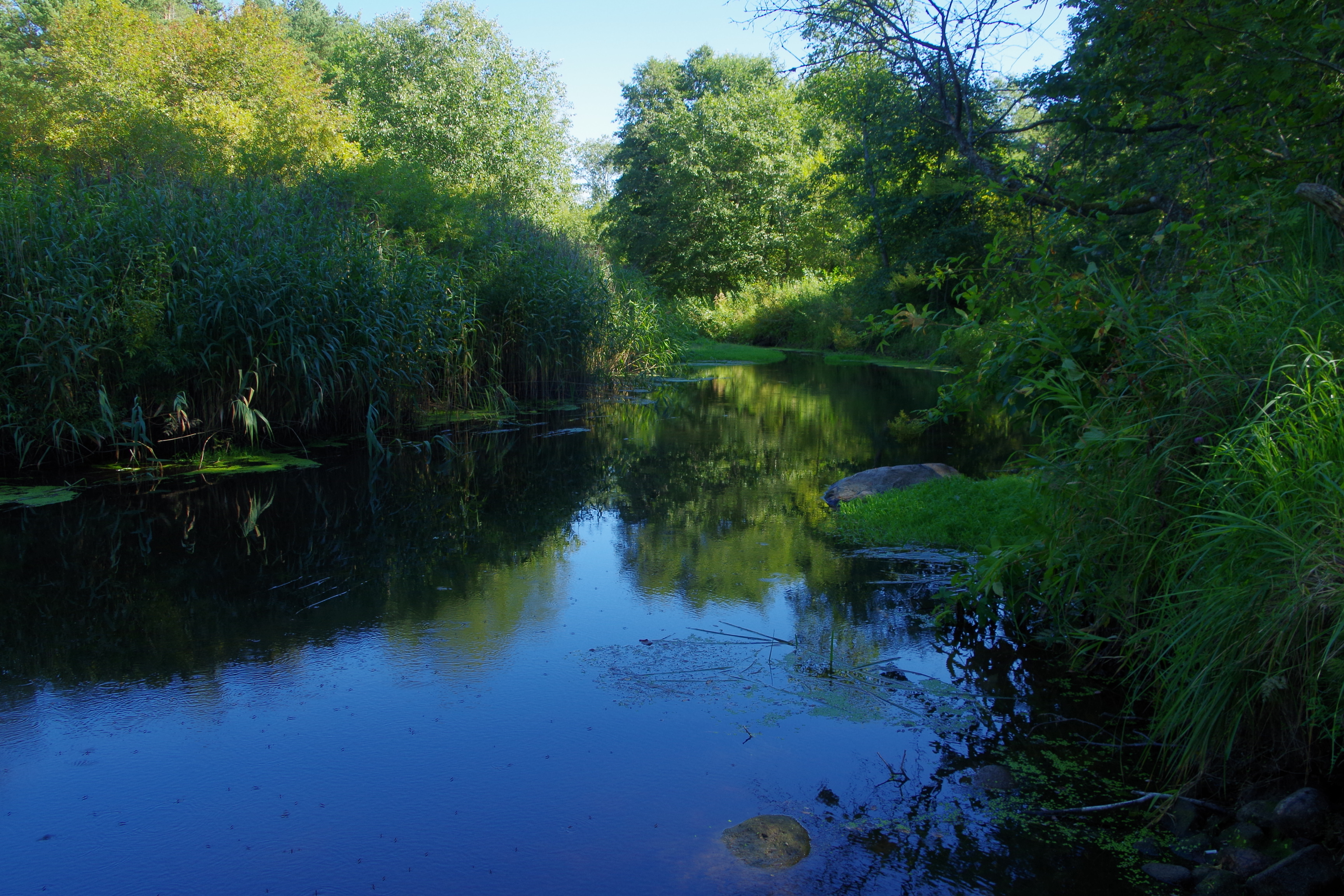
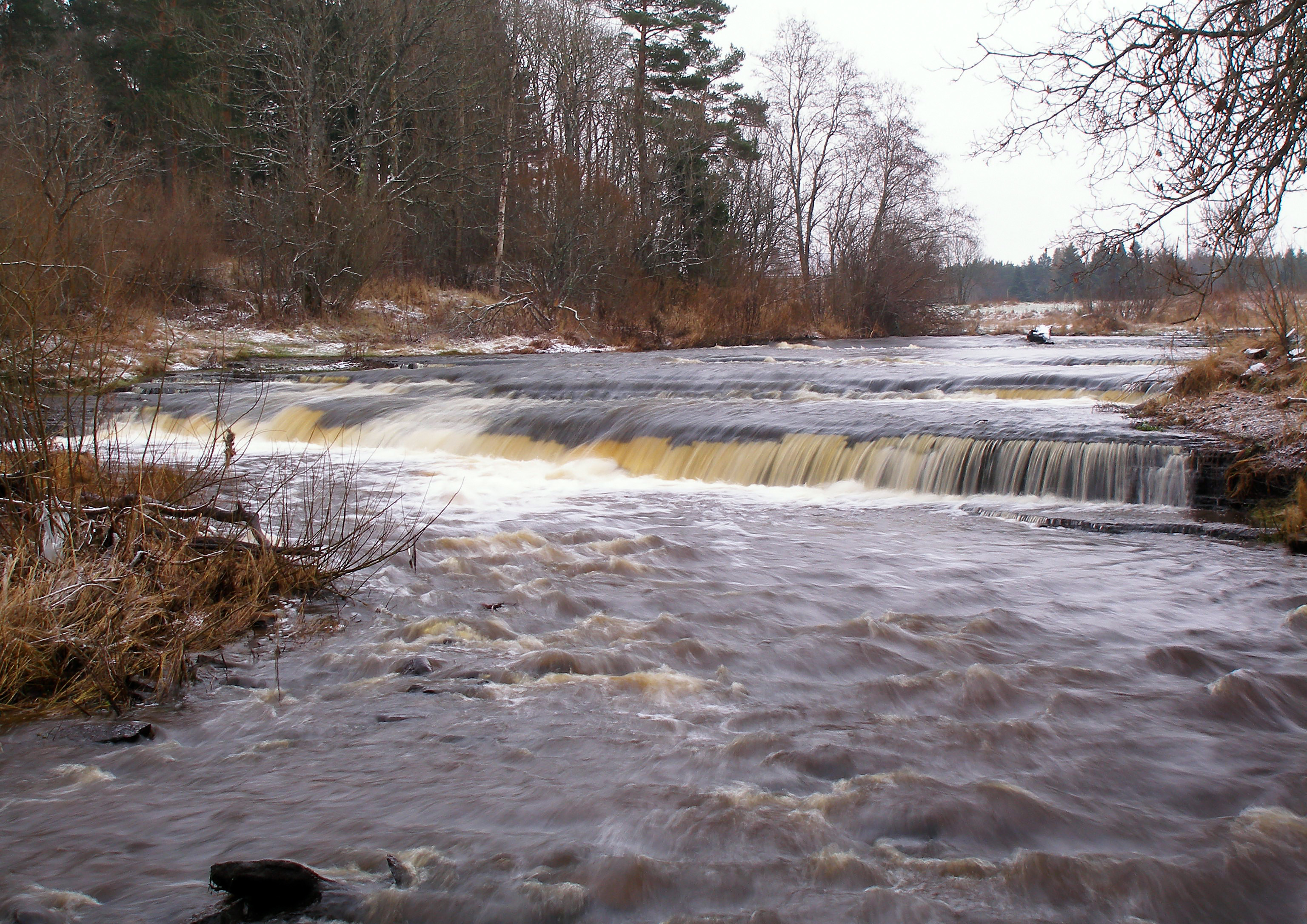
Wodospad w Vahi
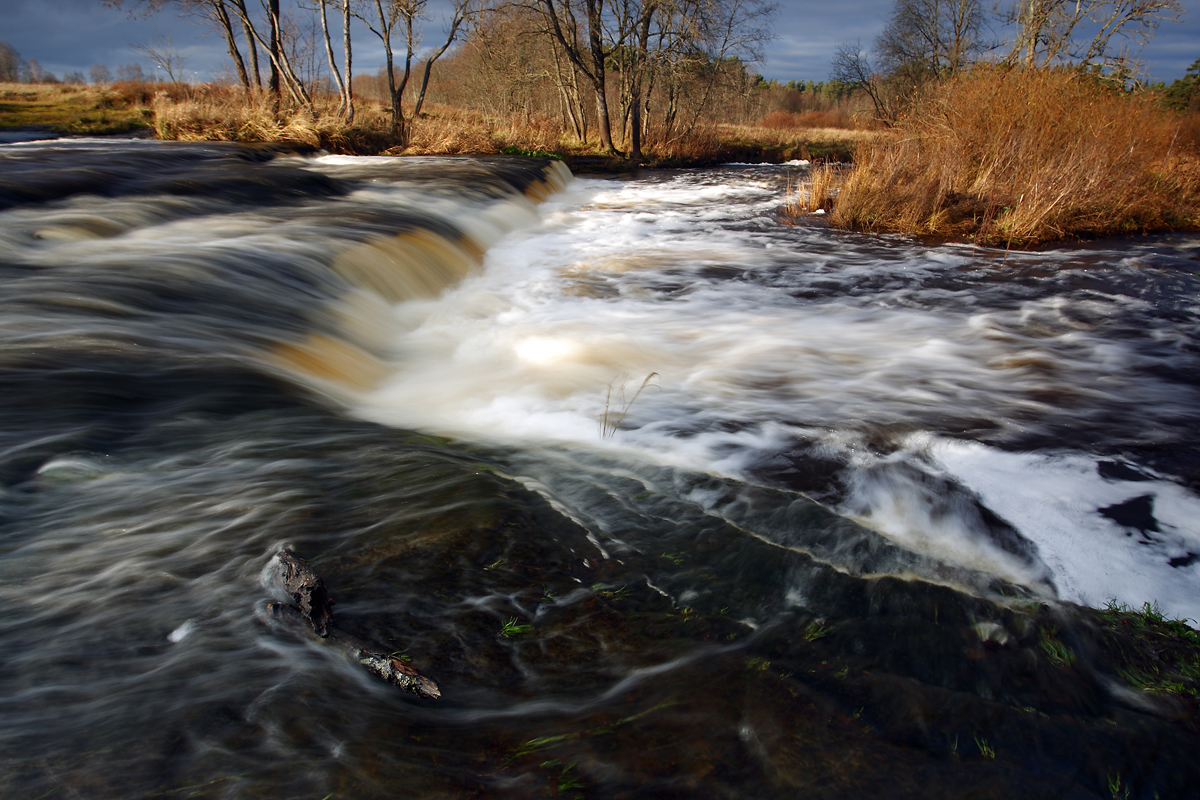
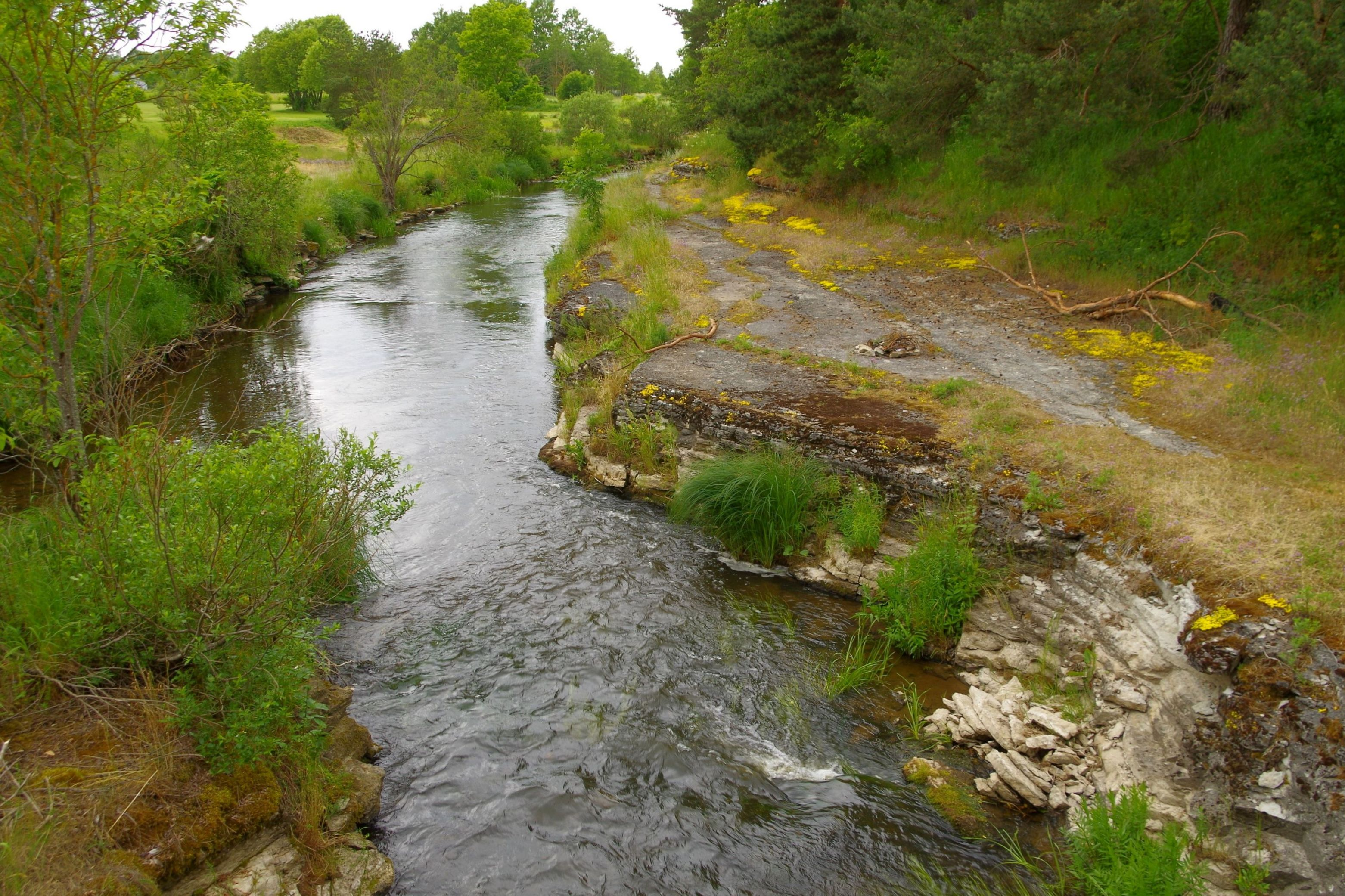
Wapienne brzegi rzeki
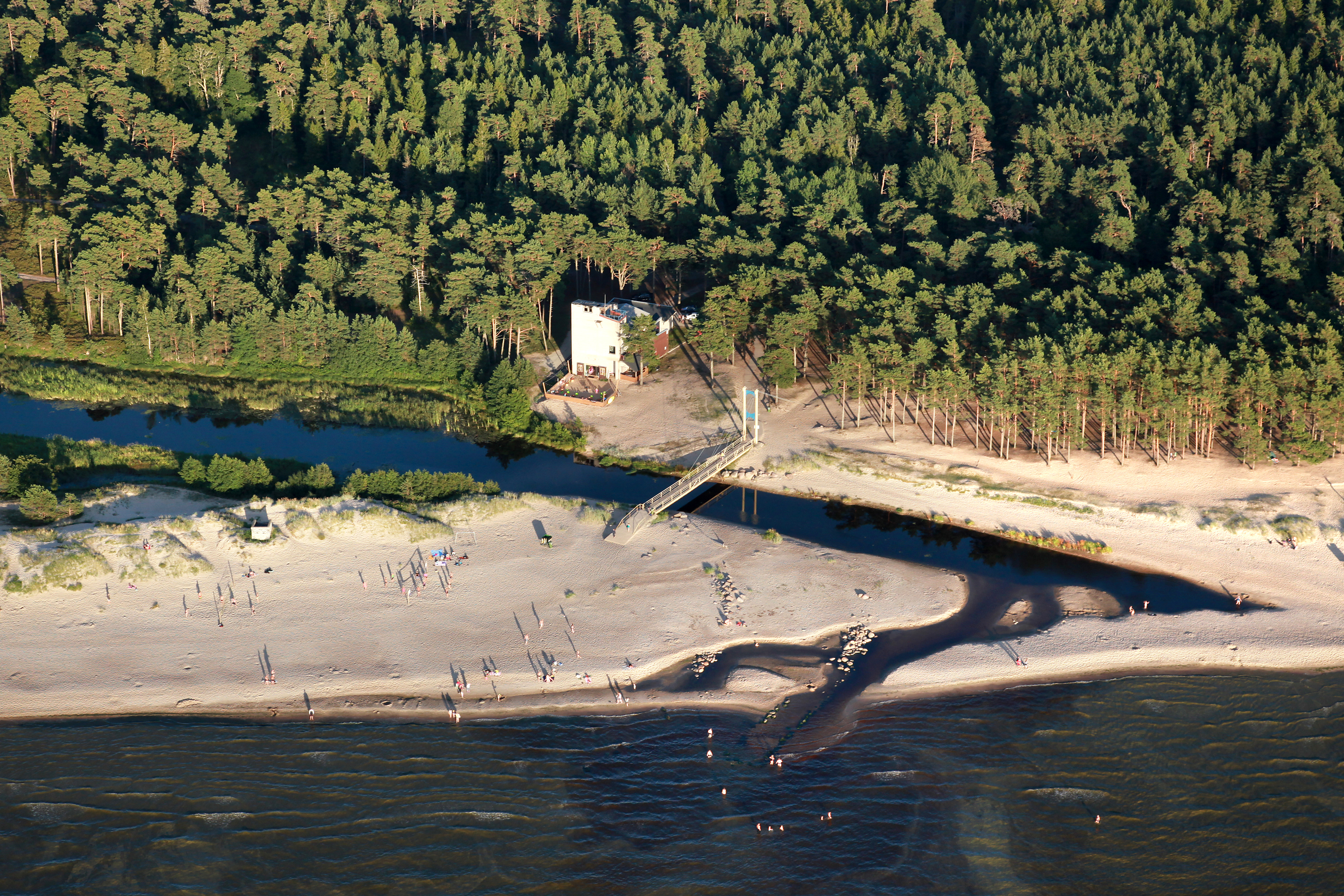
Piaszczysta plaża